# FC Midtjylland sæson 2018-19
FC Midtjylland sæson 2018-19 er FC Midtjyllands 18. sæson i træk i den bedste danske række, og den 19. som fodboldklub. Udover Superligaen, deltager klubben i DBU Pokalen og UEFA Champions League. Det er den fjerde sæson med cheftræner Jess Thorup, der i oktober 2018 blev afløst af Kenneth Andersen.

## Klub

### Førsteholdets trænerstab
| Jobbeskrivelse  | Navn                                                                   |
| --------------- | ---------------------------------------------------------------------- |
| Cheftræner      | Jess Thorup (Skiftet til KAA Gent 10. oktober 2018)                    |
| Cheftræner      | Kenneth Andersen (Skiftet fra FC Midtjylland U19 den 10. oktober 2018) |
| Assistenttræner | Kristian Bach Bak                                                      |

Sidst opdateret: 6. juni 2017.
Kilde: 

### Klubadministration
| Jobbeskrivelse             | Navn            |
| -------------------------- | --------------- |
| Bestyrelsesformand         | Rasmus Ankersen |
| Administrerende direktør   | Claus Steinlein |
| Sportsdirektør             | Svend Graversen |
| Assisterede sportsdirektør | Ove Pedersen    |

Sidst opdateret: 26. september 2017.
Kilde: 

## Spillere

### Førstehold
Oversigten er opdateret til og med 22. juni 2016
| Nr. | Land       | Position | Spiller                                                               |
| --- | ---------- | -------- | --------------------------------------------------------------------- |
| 1   | Danmark    | FO       | Jesper Hansen                                                         |
| 2   | Danmark    | FO       | Kian Hansen                                                           |
| 3   | Finland    | MI       | Tim Sparv                                                             |
| 4   | Ungarn     | FO       | Zsolt Korcsmár                                                        |
| 5   | Danmark    | FO       | Marc Dal Hende                                                        |
| 6   | Sverige    | FO       | Joel Andersson                                                        |
| 7   | Danmark    | MI       | Jakob Poulsen                                                         |
| 8   | Danmark    | MI       | Ayo Simon Okusun                                                      |
| 9   | Danmark    | MI       | Janus Drachmann (Skiftet til OB 18. juli 2018)                        |
| 10  | Tyskland   | MI       | Dominick Drexler (Skiftet til 1. FC Köln 20. juli 2018)               |
| 10  | Brasilien  | MI       | Evander (Lejet i Vasco da Gama fra 27. august 2018 til 30. juni 2019) |
| 13  | Danmark    | FO       | Alexander Munksgaard                                                  |
| 13  | Danmark    | FO       | Alexander Scholz (Skiftet fra Club Brügge 10. august 2018)            |
| 14  | Sverige    | MI       | Simon Kroon (Skiftet til Östersunds FK 27. juli 2018)                 |
| 15  | Bulgarien  | MI       | Bozhidar Kraev                                                        |
| 16  | USA        | MM       | Bill Hamid (Udlejet til D.C. United til 30. november 2019)            |
| 17  | Ghana      | MI       | Michael Baidoo (Udlejet til FC Fredericia til 30. juni 2019)          |
| 18  | Danmark    | FO       | Kristian Riis                                                         |
| 19  | Costa Rica | AN       | Mayron George                                                         |

| Nr. | Land              | Position | Spiller                                                          |
| --- | ----------------- | -------- | ---------------------------------------------------------------- |
| 20  | Danmark           | FO       | Rasmus Nicolaisen                                                |
| 21  | Finland           | MI       | Kaan Kairinen (Udlejet til FC Inter Turku til 31. december 2018) |
| 22  | Danmark           | MI       | Mikkel Duelund (Skiftet til Dynamo Kiev 31. august 2018)         |
| 24  | Danmark           | AN       | Mads Døhr Thychosen                                              |
| 25  | Gambia            | FO       | Bubacarr Sanneh (Skiftet til RSC Anderlecht 31. august 2018)     |
| 26  | Ukraine           | MI       | Artem Dovbyk                                                     |
| 28  | Danmark           | FO       | Erik Sviatchenko                                                 |
| 29  | Danmark           | MI       | Frederik Brandhof                                                |
| 30  | Danmark           | MM       | Oliver Ottesen                                                   |
| 31  | Danmark           | MM       | Mikkel Andersen (Skiftet fra Lyngby BK 16. august 2018)          |
| 33  | Nigeria           | AN       | Paul Onuachu                                                     |
| 34  | Danmark           | MI       | Mikael Anderson                                                  |
| 35  | Republikken Congo | MI       | Glorie Rutikanga                                                 |
| 36  | Nigeria           | MI       | Rilwan Hassan                                                    |
| 38  | Nigeria           | MI       | Frank Onyeka                                                     |
| 40  | Sverige           | MI       | Jens-Lys Cajuste                                                 |
| 43  | Danmark           | MI       | Nicolas Madsen                                                   |
| 45  | Australien        | MI       | Awer Mabil                                                       |
| 88  | Norge             | MI       | Gustav Wikheim                                                   |

### Transferer

#### Ind
| No. | Pos | Spiller          | Skiftet fra   | Type     | Dato          | Beløb         | Kilde  |
| --- | --- | ---------------- | ------------- | -------- | ------------- | ------------- | ------ |
| 19  | AN  | Mayron George    | Lyngby BK     | Transfer | 13. juni 2018 | ?             | [ 3 ]  |
| 28  | FO  | Erik Sviatchenko | Celtic FC     | Transfer | 13. juni 2018 | €1.140.000    | [ 5 ]  |
| 10  | MI  | Dominick Drexler | Holstein Kiel | Transfer | 13. juni 2018 | €2.500.000    | [ 7 ]  |
| --  | FO  | Manjrekar James  | Vasas         | Transfer | 13. juni 2018 | Kontraktudløb | [ 8 ]  |
| --  | MI  | Sammy Skytte     | Silkeborg IF  | Transfer | 13. juni 2018 | € 500.000     | [ 10 ] |
| --  | FO  | Søren Reese      | Viborg FF     | Transfer | 13. juni 2018 |               | [ 11 ] |

Sidst opdateret: 27. maj 2018
Kilde: fcm.dk

#### Ud
| No. | Pos | Spiller              | Skiftet til              | Type          | Dato          | Beløb       | Kilde  |
| --- | --- | -------------------- | ------------------------ | ------------- | ------------- | ----------- | ------ |
| 28  | FO  | Erik Sviatchenko     | Celtic F.C.              | Lejemål slut  | 13. juni 2018 |             |        |
| 8   | MI  | Rafael van der Vaart | Esbjerg fB               | Kontraktudløb | 13. juni 2018 |             |        |
| --  | FO  | Manjrekar James      | FC Fredericia            | Lejeaftale    | 13. juni 2018 |             | [ 8 ]  |
| --  | MI  | Sammy Skytte         | AC Horsens               | Transfer      | 13. juni 2018 |             | [ 10 ] |
| --  | FO  | Søren Reese          | AC Horsens               | Transfer      | 13. juni 2018 |             | [ 11 ] |
| 40  | FO  | Andreas Poulsen      | Borussia Mönchengladbach | Transfer      | 19. juni 2018 | € 4.500.000 | [ 13 ] |
| 10  | MI  | Dominick Drexler     | 1. FC Köln               | Transfer      | 20. juli 2018 | €4.500.000  | [ 15 ] |
| 14  | MI  | Simon Kroon          | Östersunds FK            | Transfer      | 27. juli 2018 | ?           | [ 17 ] |

Sidst opdateret: 25. juni 2018
Kilde: FCM.dk

## Turneringer

### Samlet
| Turnering        | Statistik | Statistik | Statistik | Statistik | Statistik | Statistik | Statistik | Statistik | Statistik |
| Turnering        | K         | V         | U         | T         | MF        | MM        | MF        | Sejr %    |           |
| ---------------- | --------- | --------- | --------- | --------- | --------- | --------- | --------- | --------- | --------- |
| Alka Superliga   | 2         | 0         | 1         | 1         | 1         | 2         | −1        | 00,00     |           |
| DBU Pokalen      | 0         | 0         | 0         | 0         | 0         | 0         | +0        | —         |           |
| Champions League | 0         | 0         | 0         | 0         | 0         | 0         | +0        | —         |           |
| Total            | 2         | 0         | 1         | 1         | 1         | 2         | −1        | 00,00     |           |

### Superligaen

#### Grundspil
| Pos | Hold           | K  | V  | U | T  | M+ | M- | MF  | P  | Kvalifikation eller nedrykning |
| --- | -------------- | -- | -- | - | -- | -- | -- | --- | -- | ------------------------------ |
| 1   | FC København   | 26 | 19 | 4 | 3  | 65 | 23 | +42 | 61 | Mesterskabsslutspil            |
| 2   | FC Midtjylland | 26 | 18 | 6 | 2  | 62 | 26 | +36 | 60 | Mesterskabsslutspil            |
| 3   | OB             | 26 | 12 | 6 | 8  | 35 | 31 | +4  | 42 | Mesterskabsslutspil            |
| 4   | Brøndby        | 26 | 11 | 5 | 10 | 44 | 40 | +4  | 38 | Mesterskabsslutspil            |
| 5   | Esbjerg fB     | 26 | 11 | 5 | 10 | 32 | 35 | −3  | 38 | Mesterskabsslutspil            |

#### Resultatoverblik
| Samlet | Samlet | Samlet | Samlet | Samlet | Samlet | Samlet | Samlet | Hjemme | Hjemme | Hjemme | Hjemme | Hjemme | Hjemme | Ude | Ude | Ude | Ude | Ude | Ude |
| K      | V      | U      | T      | MF     | MI     | MD     | P      | V      | U      | T      | MF     | MI     | MD     | V   | U   | T   | MF  | MI  | MD  |
| ------ | ------ | ------ | ------ | ------ | ------ | ------ | ------ | ------ | ------ | ------ | ------ | ------ | ------ | --- | --- | --- | --- | --- | --- |
| 2      | 0      | 1      | 1      | 1      | 2      | −1     | 1      | 0      | 1      | 0      | 0      | 0      | 0      | 0   | 0   | 1   | 1   | 2   | −1  |

Sidst opdateret: 21. juli 2018
Kilde:fcm.dk

#### Resultater efter hver runder
| Runde     | 1 | 2 | 3 | 4 | 5 | 6 | 7 | 8 | 9 | 10 | 11 | 12 | 13 | 14 | 15 | 16 | 17 | 18 | 19 | 20 | 21 | 22 | 23 | 24 | 25 | 26 |
| --------- | - | - | - | - | - | - | - | - | - | -- | -- | -- | -- | -- | -- | -- | -- | -- | -- | -- | -- | -- | -- | -- | -- | -- |
| Stadion   | H | U |   |   |   |   |   |   |   |    |    |    |    |    |    |    |    |    |    |    |    |    |    |    |    |    |
| Resultat  | U | N |   |   |   |   |   |   |   |    |    |    |    |    |    |    |    |    |    |    |    |    |    |    |    |    |
| Placering | 9 |   |   |   |   |   |   |   |   |    |    |    |    |    |    |    |    |    |    |    |    |    |    |    |    |    |

Sidst opdateret: 1. juni 2018.
Kilde: Superligaen 2018-19

Stadion: U = Udebane; H = Hjemmebane. 
Resultat: U = Uafgjort; N = Nederlag; V - Vundet; Ud = Udsat.

#### Grundspilskampe
F.C. Midtjyllands kampe i grundspillet i sæsonen 2018-19.
      Sejr       Uafgjort       Nederlag
| 14. juli 2018 1. runde | F.C. Midtjylland | 0 - 0   | AGF | Herning                                                    |
| 19:00                  |                  | Rapport |     | Stadion: MCH Arena Tilskuere: 7.123 Dommer: Anders Poulsen |

| 20. juli 2018 2. runde | AaB                         | 2 - 1   | F.C. Midtjylland | Aalborg                                                                               |
| 19:00                  | - Thellufsen 52' - Pohl 86' | Rapport | - 42' Onuachu    | Stadion: Aalborg Portland Park Tilskuere: 6.422 Dommer: Mads-Kristoffer Kristoffersen |

| 28. juli 2018 3. runde | F.C. Midtjylland |  | Esbjerg fB | Herning            |
| 16:00                  |                  |  |            | Stadion: MCH Arena |

### DBU Pokalen
Sejr       Uafgjort       Nederlag
|  | F.C. Midtjylland |  | ukendt |  |
|  |                  |  |        |  |

### UEFA Champions League
Sejr       Uafgjort       Nederlag

#### Anden kvalifikationsrunde
| 24. juli 2018 2. kval runde, første kamp | Astana FC |         | F.C. Midtjylland | Astana, Kasakhstan    |
| 16:00                                    |           | Rapport |                  | Stadion: Astana Arena |

| 1. august 2018 2. kval runde, returkamp | F.C. Midtjylland |         | Astana FC | Herning            |
| 19:00                                   |                  | Rapport |           | Stadion: MCH Arena |

### Træningskampe
Sejr       Uafgjort       Nederlag
| 23. juni 2018 | AGF         | 1 - 3   | FC Midtjylland                         | Aarhus                  |
| 15:00         | - Junker 5' | Rapport | - 66' Mabil - 68' Korcsmár - 70' Kroon | Stadion: Aarhus Stadion |

| 29. juni 2018 | FC Midtjylland |  | Malmö FF | Vildbjerg                  |
| 15:00         |                |  |          | Stadion: Vildbjerg Stadion |

| 30. juni 2018 | FC Midtjylland |  | FC Fredericia | Ikast                       |
| 11:30         |                |  |               | Stadion: Sportscenter Ikast |

| 3. juli 2018 | SønderjyskE |  | FC Midtjylland | Haderslev                  |
| 13:00        |             |  |                | Stadion: Haderslev Stadion |

| 4. juli 2018 | FC Midtjylland |  | Thisted FC | Ikast                       |
| 16:00        |                |  |            | Stadion: Sportscenter Ikast |

## Statistik
Oversigten er opdateret til og med 1. juni 2018

### Antal kampe
| Pos | Nr. | Spiller | Superligaen | Superligaen  | DBU Pokalen | DBU Pokalen  | Europa | Europa       | Total | Total        |
| Pos | Nr. | Spiller | Start       | Indskiftning | Start       | Indskiftning | Start  | Indskiftning | Start | Indskiftning |
| --- | --- | ------- | ----------- | ------------ | ----------- | ------------ | ------ | ------------ | ----- | ------------ |
|     |     | ukendt  | 0           | 0            | 0           | 0            | 0      | 0            | 0     | 0            |

### Topscorer
| Rnk | Pos | Nr. | Spiller | Superligaen | DBU Pokalen | Champions League | Total |
| --- | --- | --- | ------- | ----------- | ----------- | ---------------- | ----- |
| 1   |     |     | ukendt  |             |             |                  |       |
| N/A | N/A | N/A | Selvmål |             |             |                  |       |

### Assist
| Rnk | Pos | Nr. | Spiller | Superligaen | DBU Pokalen | Europa | Total |
| --- | --- | --- | ------- | ----------- | ----------- | ------ | ----- |
| 1   |     |     | ukendt  |             |             |        |       |

### Rent Bur
| Rnk | Pos | Nr. | Spiller | Superligaen | Superligaen | DBU Pokalen | DBU Pokalen | Europa | Europa   | Total | Total    |
| Rnk | Pos | Nr. | Spiller | Kampe       | Rent bur    | Kampe       | Rent bur    | Kampe  | Rent bur | Kampe | Rent bur |
| --- | --- | --- | ------- | ----------- | ----------- | ----------- | ----------- | ------ | -------- | ----- | -------- |
| 1   | MM  |     | ukendt  |             |             |             |             |        |          |       |          |

### Kort
| Rnk | Pos | Nr. | Spiller | Superligaen | Superligaen | DBU Pokalen | DBU Pokalen | Europa    | Europa    | Total     | Total     |
| Rnk | Pos | Nr. | Spiller | Gult kort   | Rødt kort   | Gult kort   | Rødt kort   | Gult kort | Rødt kort | Gult kort | Rødt kort |
| --- | --- | --- | ------- | ----------- | ----------- | ----------- | ----------- | --------- | --------- | --------- | --------- |
|     |     |     | ukendt  |             |             |             |             |           |           |           |           |